# Konstantinos Konstantinidis
Konstantinos Konstantinidis (6 de noviembre de 1983) es un deportista alemán de origen griego que compitió en taekwondo. Ganó una medalla de oro en el Campeonato Europeo de Taekwondo de 2010, en la categoría de –63 kg.

## Palmarés internacional
| Campeonato Europeo | Campeonato Europeo      | Campeonato Europeo | Campeonato Europeo |
| Año                | Lugar                   | Medalla            | Categoría          |
| ------------------ | ----------------------- | ------------------ | ------------------ |
| 2010               | San Petersburgo (Rusia) | Medalla de oro     | –63 kg             |